# Acacia richii
Acacia richii — вид квіткових рослин з родини бобових. Ареал: Фіджі.

## Середовище
Цей вид зустрічається в місцях густого лісу або ділянок лісу, а також на високих висотах на лісистих хребтах і схилах пагорбів. Зустрічається на висоті 100–900 метрів.

## Біоморфологічна характеристика
Дерево до 25 метрів заввишки.

## Використання
Тверда деревина цінується як деревина. У минулі часи його традиційно використовували для чорного барвника (також називається qumu ~ фарба), який використовувався для племінного малювання обличчя в особливих випадках.